# Guibemantis pulcherrimus
Guibemantis pulcherrimus — вид жаб родини мадагаскарських жаб (Mantellidae). Описаний у 2023 році. Відомі популяції цього виду раніше відносили до Guibemantis pulcher.

## Поширення
Ендемік Мадагаскару. Поширений на північному сході острова. Відомий з національного парку Макіра (типове місце розташування) і селища Беманевіка, а зразки, морфологічно віднесені до цього таксону, також були зареєстровані з Масоали, Марожежі і Анжанагарібе-Суд.